# 高円寺パルサー
高円寺パルサー（こうえんじ-）は、日本のお笑いコンビ。2007年1月結成、2012年6月解散。
フリーで活動して来たが、2009年11月からホリプロコムに所属（預かり）となっていた。
かねごんが2013年5月6日に公式ブログでコイコイに改名すると発表した。
ハッシィが2013年5月15日に『R藤本の水曜はじけてまざれ!』番組内で海山昆布に改名。2019年1月17日には海山昆布から昆布ちゃんに改名している。

## メンバー
- ハッシィ（橋本）（1981年6月10日 - ）主にツッコミ担当。
  - 立ち位置：右
  - 本名：橋本尊史（はしもとたかし）
  - 血液型：B型
  - 身長：170cm
  - 体重：68kg
  - 北海道函館市出身
  - 趣味：ファミコン、アニメ鑑賞
  - 特技：モノマネ、ラッピング、漫画の模写など
  - アニメ「サザエさん」のタラちゃんのものまねを得意としている。
  - 東京NSC9期生。

- かねごん（金子）（1983年3月2日 - ）主にボケ担当。
  - 立ち位置：左
  - 本名：金子裕紀（かねこひろのり）
  - 血液型：A型
  - 身長：175cm
  - 体重：75kg
  - 広島県広島市出身
  - 趣味：バッティングセンター通い、高円寺でお酒を飲むこと、広島東洋カープの応援
  - 特技：野球、カンニングのプロ
  - アニメ『サザエさん』のマスオさんのものまねを得意としている。
  - R-1ぐらんぷり2010では3回戦まで進出した。

## 芸風
- 『エンタの神様』ではタラちゃんとマスオさんのキャラを演じていた。
- 主にアニメのキャラクターのモノマネを行っている[2]。
- 普段は主にモノマネを2人で掛け合うショートコントを中心としている。コントが一つ終わると、地声で「はぁ〜い!」と言って次のネタの紹介をしている。
- アニメ等のよくあるワンシーンをモノマネすることが多い。
- さまざまなワンシーンをサザエさんに置き換えて再現することもある。
- 最近[いつ?]ではタラちゃんをやっているハッシィはニコニコ動画の生放送で複数の神谷明のキャラクターを披露している。
- ハッシィの地声が低いことはあまり知られていない。

## ものまねレパートリー
- サザエさん[1][2][7]
  - 橋本
    - タラちゃん
    - イクラちゃん
    - 花沢さん
    - 三河屋さん
    - 甚六さん

  - 金子
    - マスオさん
    - アナゴさん

- ちびまる子ちゃん[1][3]
  - 橋本
    - 山田くん
    - はまじ

  - 金子
    - 永沢くん
    - 藤木くん

その他アンパンマン、キテレツ大百科、ドラゴンボール、キン肉マン、ドラえもん、スラムダンク、おぼっちゃまくん、ランク王国、プリズン・ブレイクなどアニメ以外にも有名人や、野球選手など、多数のモノマネレパートリーを持つ。両者ともモノマネのレパートリーが多い為、主にショートコントを中心にしている。

## 出演
高円寺パルサーとしての出演番組を記載。解散後の出演作品は海山昆布（元ハッシィ）の出演の項目を参照。

### テレビ
- エンタの神様[1]（日本テレビ、2008年11月22日初登場[1]） - キャッチコピーは「グレーな偽者劇場（フェイクシアター）」
- 夜明けのマルシェ（日本テレビ）
- 大進撃放送BONZO!　（TOKYO MX）
- we love anime アニメがニッポンを元気にする（アニマックス）
- ものまねグランプリ[8]（日本テレビ）
- すぎナビ（TOKYO MX）
- ダウンタウンのガキの使いやあらへんで!!（日本テレビ） - 2010年1月24日『山-1グランプリ』
- 『ぷっ』すま（テレビ朝日）
- 笑っていいとも!（フジテレビ）2010年9月10日『いますぐ使える!?ギャグマーケット』
- キャくれ家（朝日放送）- 2010年12月10日

### ラジオ
- RADICAL LEAGUE木曜日・オクイシュージの俺がカバやねんロックンロールショー（FM-FUJI）
- テリー伊藤のってけラジオ（ニッポン放送）
- すぎはら美里のガールズミリタリー（レインボータウンFM）

### インターネット

#### ニコニコ生放送
レギュラー
- R藤本の水曜はじけてまざれ!（2012年10月3日 - 2020年3月25日[9]）ハッシィのみ

過去のレギュラー
- 高円寺荘四畳半[注 1]※毎週月曜日20時から放送

単発
- R藤本の水曜はじけてまざれ!（2009年7月8日初出演）
  - オールナイトdeはじけれまざれ（2009年10月16日）
  - 出張！はじけてまざれ！LIVE in 表参道ヒルズ（2011年4月30日）
  - R藤本の水曜はじけてまざれ!（コンビ：第9回、第11回、第33回、第43回）
  - R藤本の水曜はじけてまざれZ!（コンビ：第74回）
  - R藤本の水曜はじけてまざれ乙!（ハッシィのみ：第126回、第133回、第137回、第139回、第140回、第141回）
- 芸人ニコ電バトル/高円寺パルサーの挑戦（2010年12月14日、2011年1月18日）
- 芸人ニコ電バトル・スペシャル（2010年12月26日）

#### その他のネット番組
過去のレギュラー
- 高円寺荘四畳半（K-Station）

## ライブ
- エンタメ笑ライブ
- 一金笑イブ

### 「DBナイト」
- R藤本プレゼンツ「DBナイト4」（阿佐ヶ谷ロフトA、2012年12月29日）ハッシィのみ
- 劇団アニメ座DB（新宿シアターモリエール、2013年3月2日）ハッシィのみ